# 全日本実業団サッカー選手権大会
全日本実業団サッカー選手権大会（ぜんにほんじつぎょうだんサッカーせんしゅけんたいかい）は、1948年から1964年まで開催されたサッカーの実業団（企業、公団など）チーム日本一を決める公式トーナメント大会。朝日新聞社共催。
参加資格は実業団チームのみに与えられており、地域の社会人クラブチームは参加できなかった。
第1回大会は、1948年5月に関西・東京・関東の3地区で予選が行われ、4チーム（関西2、東京1、関東1）に出場権が与えられた。第2回大会からは予選が全国に広がり、8チームに出場権が与えられた。最終的には出場チームは20チームに拡大された。
第17回大会をもって、1965年から始まる日本サッカーリーグ(JSL)および全国社会人サッカー選手権大会へと、全国都市対抗サッカー選手権大会と共に発展的解消された。
JSLが総当り戦であるのに対して、この大会は一ないし二会場でのノックアウト方式によるトーナメント戦であった。開催時期は5月頃だったが、後には秋となった。

## 歴代大会結果
| 年度   | 回 | 優勝              | スコア      | 準優勝           | 3位               | 4位                  | 開催地                       | 開催期間      |
| ------ | -- | ----------------- | ----------- | ---------------- | ----------------- | -------------------- | ---------------------------- | ------------- |
| 1948年 | 1  | 湯浅電池          | 2-1         | 田辺製薬         | 三共              | 茨城日立             | 西宮市（西宮球技場）         | 5月22日-23日  |
| 1949年 | 2  | 三共              | 3-0         | 茨城日立         | 田辺製薬/第一生命 | （準決勝敗退チーム） | 西宮市（西宮球技場）         | 5月3日-5日    |
| 1950年 | 3  | 田辺製薬          | 2-0         | 第一生命         | 日本鋼管/東洋工業 | （準決勝敗退チーム） | 東京都（武蔵野球場）         | 5月3日-5日    |
| 1951年 | 4  | 田辺製薬          | 3-0         | 日立本社         | 東洋工業          | 大阪府庁             | 西宮市（西宮球技場）         | 5月2日-6日    |
| 1952年 | 5  | 田辺製薬          | 2-0         | 日立本社         | 東洋工業          | 茨城日立             | 東京都（明治神宮）           | 5月24日-27日  |
| 1953年 | 6  | 田辺製薬          | 2-1         | 日立本社         | 日本軽金属        | 東洋工業             | 藤枝市（藤枝東高）           | 5月21日-24日  |
| 1954年 | 7  | 田辺製薬          | 4-0         | 日立本社         | 東洋工業          | 日本軽金属           | 松山市（松山北高）           | 9月23日-26日  |
| 1955年 | 8  | 田辺製薬          | 2-0（延長） | 東洋工業         | 日本軽金属        | 八幡製鉄             | 函館市（千代ヶ岱球場）       | 9月23日-26日  |
| 1956年 | 9  | 東洋工業          | 4-0         | 田辺製薬         | 日本鋼管          | 八幡製鉄             | 徳島市                       | 9月21日-24日  |
| 1957年 | 10 | 田辺製薬          | 2-0（延長） | 東洋工業         | 日立本社          | 日本鋼管             | 京都市（西京極）             | 9月21日-24日  |
| 1958年 | 11 | 日立本社          | 2-0         | 古河電工         | 田辺製薬          | 八幡製鉄             | 東京都（小石川）             | 9月20日-24日  |
| 1959年 | 12 | 古河電工          | 2-0         | 新三菱重工       | 東洋工業          | 日本鋼管             | 清水市（清水商高）           | 9月24日-28日  |
| 1960年 | 13 | 日立本社          | 4-2         | 八幡製鉄         | 古河電工          | 東洋工業             | 島原市（島原商高）           | 9月22日-26日  |
| 1961年 | 14 | 古河電工          | 3-1         | 日立本社         | 新三菱重工        | 八幡製鉄             | 新潟市（新潟市営競技場ほか） | 7月16日-20日  |
| 1962年 | 15 | 東洋工業 古河電工 | 0-0（延長） | （両チーム優勝） | 八幡製鉄          | 日本鋼管             | 防府市（協和醗酵グラウンド） | 11月3日-7日   |
| 1963年 | 16 | 八幡製鉄          | 2-0（延長） | 日立本社         | 新三菱重工        | 東洋工業             | 岐阜市（岐阜市営、岐阜大学） | 11月3日-7日   |
| 1964年 | 17 | 八幡製鉄          | 3-0         | 日立本社         | 東洋工業 三菱重工 | （両チーム3位）      | 藤枝市（藤枝東高、藤枝北高） | 11月21日-25日 |